# Tetrastichus quadriseta
Tetrastichus quadriseta är en stekelart som beskrevs av Saraswat 1975. Tetrastichus quadriseta ingår i släktet Tetrastichus och familjen finglanssteklar. Inga underarter finns listade i Catalogue of Life.